# Aeroportul Southampton
Aeroportul Southampton (IATA: SOU, ICAO: EGHI) este un aeroport din Eastleigh⁠(d), Hampshire⁠(d), Hampshire, South East England, Anglia, Regatul Unit ce deservește zona Southampton. Aeroportul a fost tranzitat în 2022 de 631.329 de pasageri. A fost deschis în 1957 și numit după zona deservită.
Situat la o altitudine de 13 m, aeroportul dispune de 1 pistă. Este operat de BAA.

## Infrastructură

### Piste
Aeroportul dispune de o singură pistă. Pista 02/20 are suprafața de asfalt și dimensiunile 1.723 m × 37 m. 